# ميغيل فيرير (لاعب كرة قدم)
ميغيل فيرير (28 مارس 1987 بكوبا - ) هو لاعب كرة قدم كوبي في مركز الوسط. لعب مع Charlotte Eagles ‏.
في عام 2008 ، درس فيرير في ألمانيا ولعب نصف موسم مع نادي كرة القدم شبه المحترف SG Oppenweiler.

## وصلات خارجية
- ميغيل فيرير على موقع قاعدة بيانات كرة القدم.إي يو (الإنجليزية)